# جسر ميرابو (باريس)

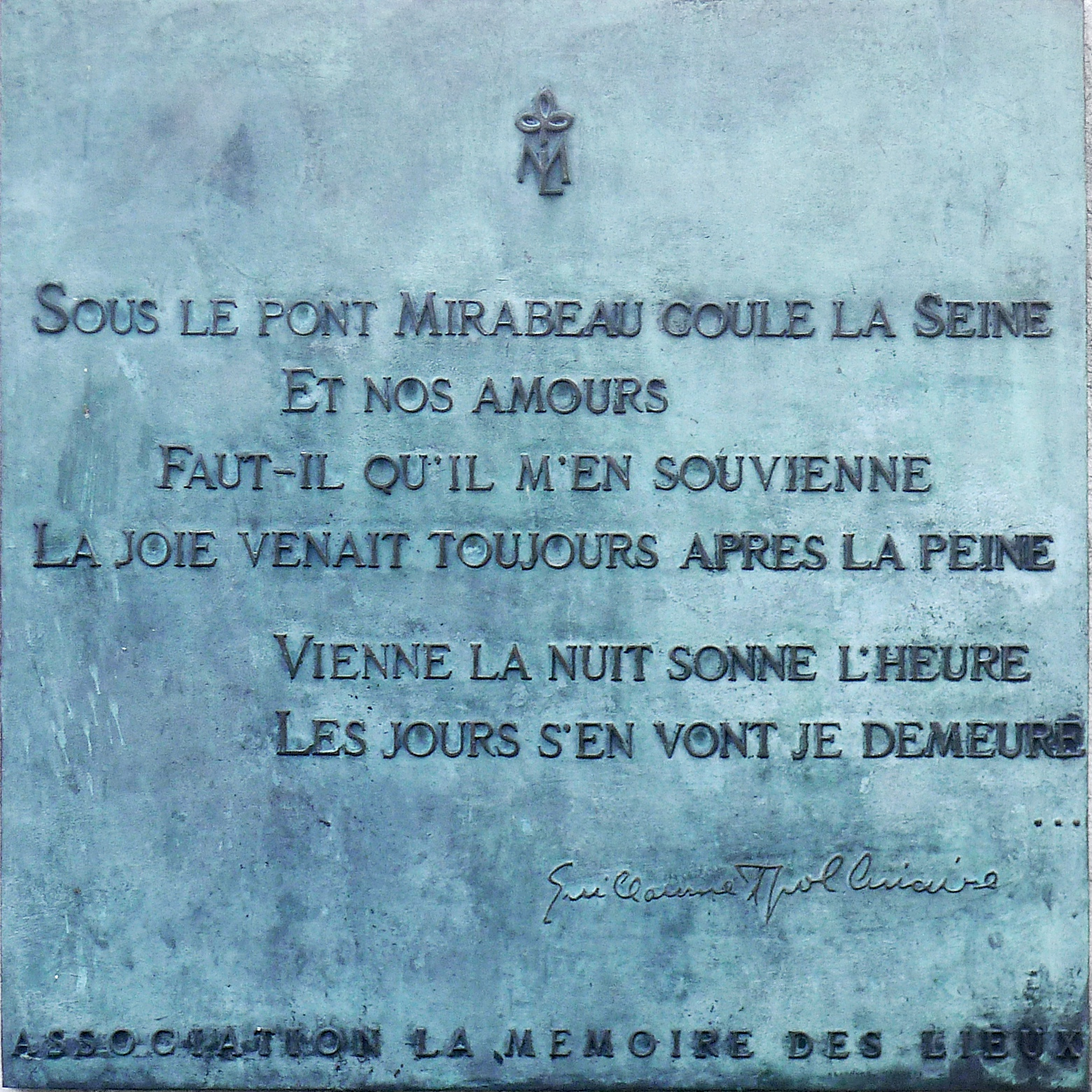
لوحة مكتوب عليها جزء من قصيدة "جسر ميرابو" لغيوم أبولينير

 جسر ميرابو  (بالفرنسية: Le pont Mirabeau) هو جسر في باريس بني بين أعوام 1893 و 1896 في باريس على نهر السين. وكان أدرج على قائمة التراث في 29 أبريل 1975. وهو يعتبر كأحد المعالم السياحية والمواقع الأثرية في باريس.

## التاريخ

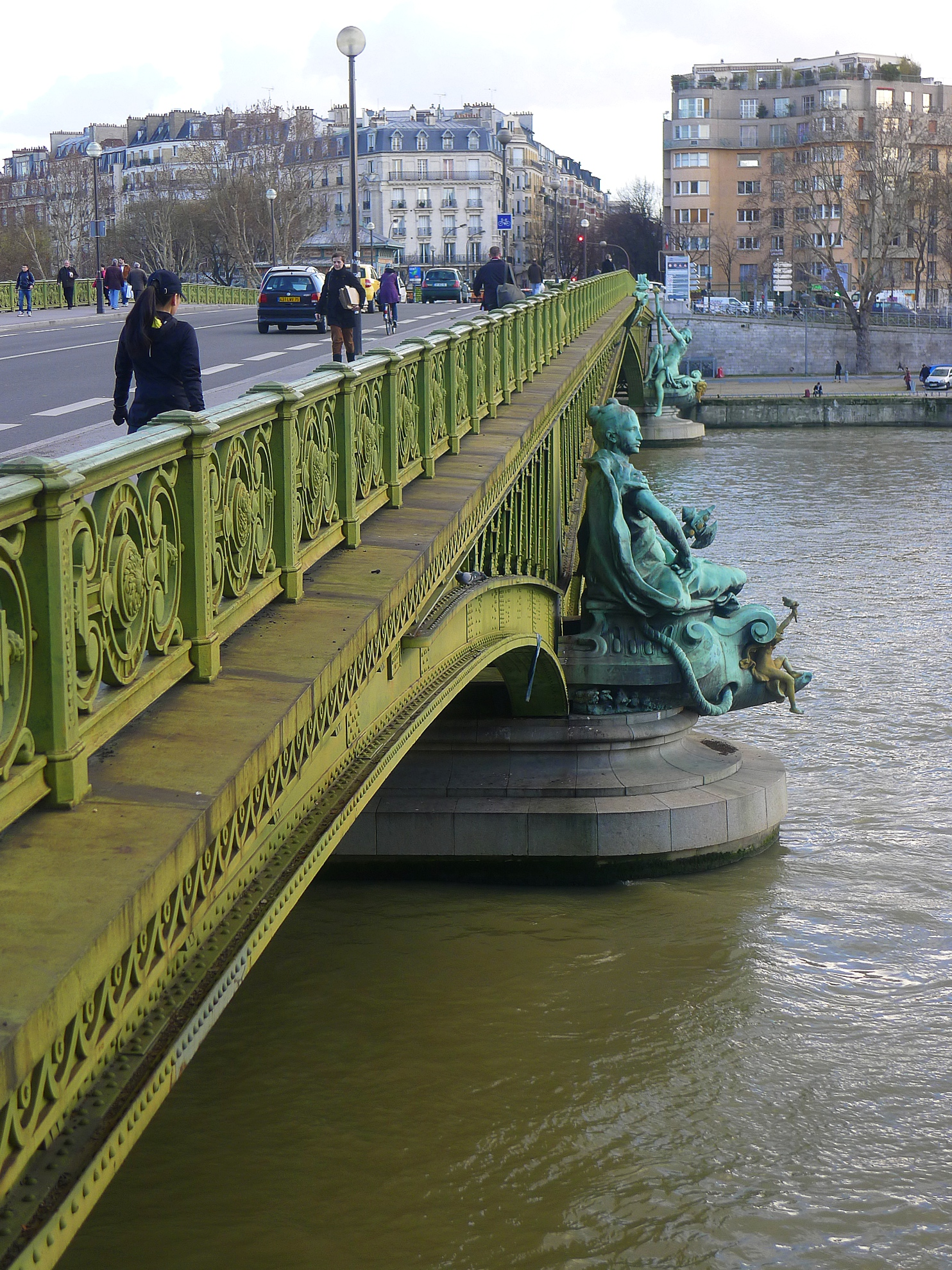
من فوق الجسر

اتخذ الرئيس سادي كارنو قرار بناء جسر جديد على يمين مفترق الطرق التي شكلها شارع دو فرساي وشارع ميرابو في 12 يناير 1893. وقد صمم من قبل المهندس بول رابيل، المسؤول عن الجسور في باريس في ذلك الوقت، بحضور المهندسين جين ريسال وأميدي قلبي، وبني من قبل شركة Daydé وPill.  والجسر هو أيضا عنوان القصيدة الشهيرة التي كتبها غيوم أبولينير وهي «جسر ميرابو» والتي تقول : تحت جسر ميرابو،  يجري نهر السين، وحبنا هل من الازم أن يتذكرني...

## معرض صور

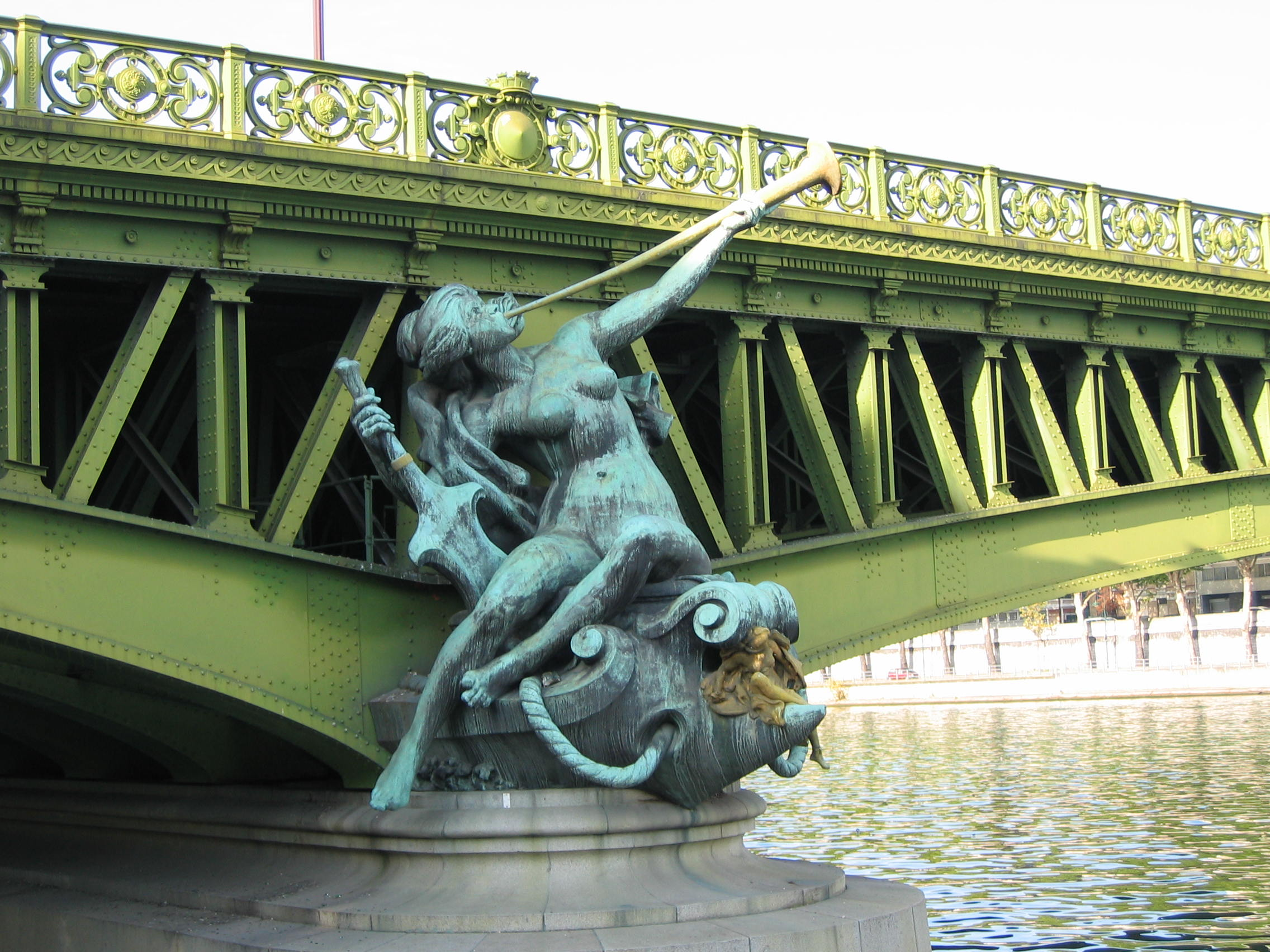
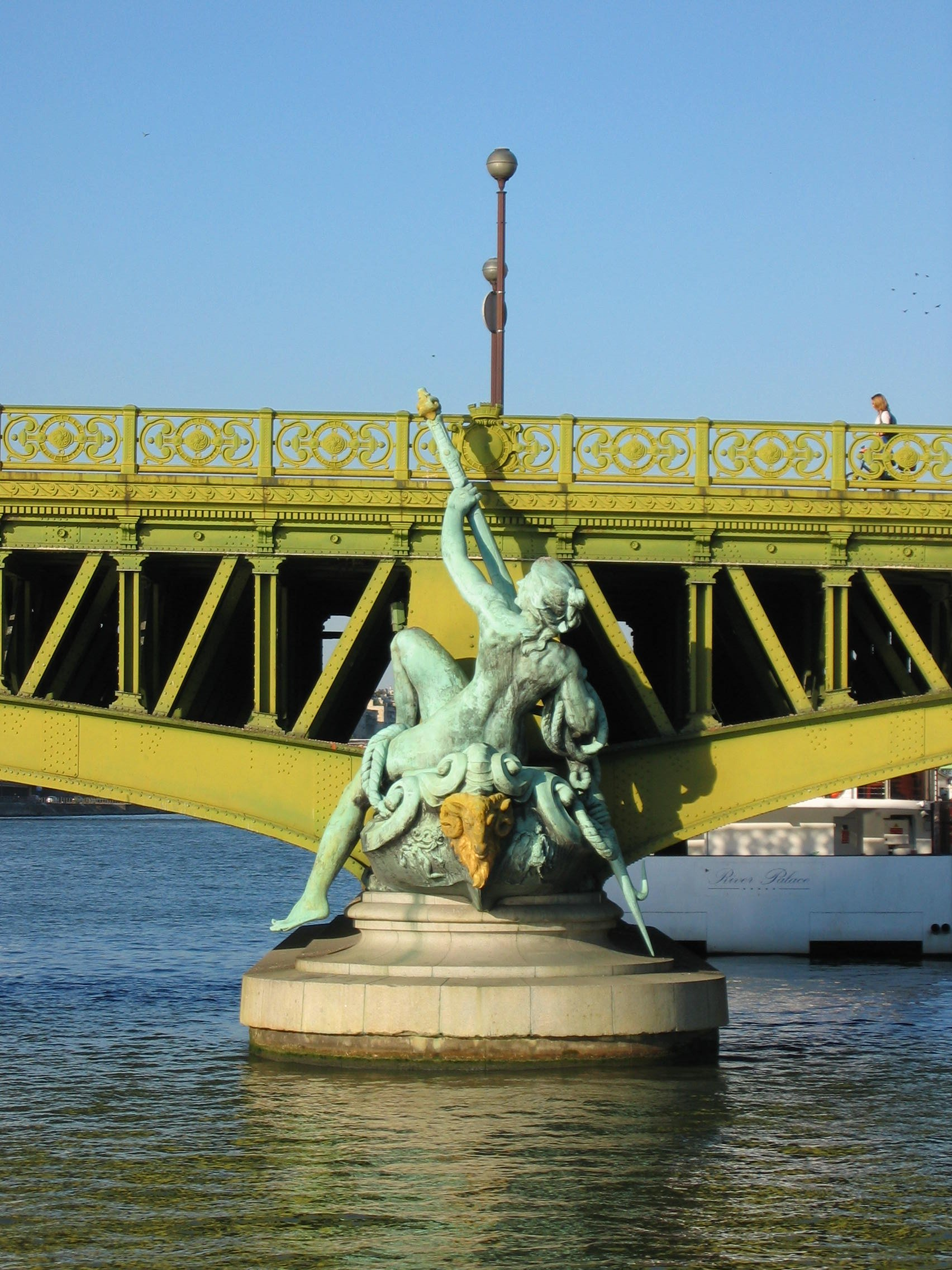
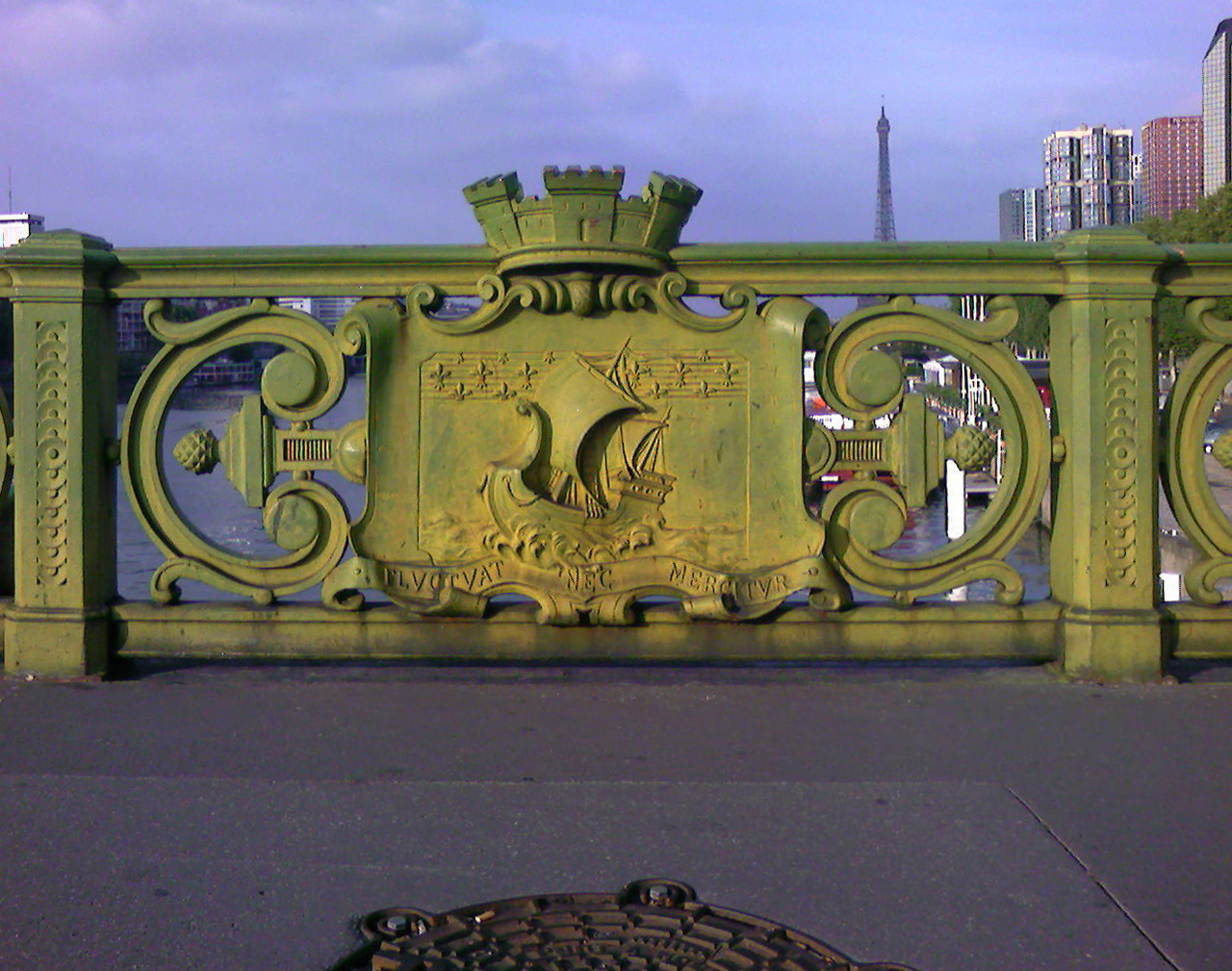